# 281507 Johnellen
281507 Johnellen è un asteroide della fascia principale. Scoperto nel 2008, presenta un'orbita caratterizzata da un semiasse maggiore pari a 2,6035528 au e da un'eccentricità di 0,0663277, inclinata di 13,92181° rispetto all'eclittica.
L'asteroide è dedicato a John e Ellen McDonald, genitori dello scopritore.